# Великі Осняки
Великі Осняки — село в Україні, у Ріпкинській селищній громаді Чернігівського району Чернігівської області. Населення становить 227 осіб. До 2020 орган місцевого самоврядування — Сиберізька сільська рада.

## Історія
За даними на 1859 рік у козачому й власницькому селі Чернігівського повіту Чернігівської губернії мешкало 365 осіб (184 чоловічої статі та 181 — жіночої), налічувалось 180 дворових господарства, існувала православна церква.
За переписом 1897 року кількість мешканців зросла до 585 осіб (257 чоловічої статі та 328 — жіночої), з яких 579 — православної віри.
12 червня 2020 року, відповідно до розпорядження Кабінету Міністрів України № 730-р «Про визначення адміністративних центрів та затвердження територій територіальних громад Чернігівської області», увійшло до складу Ріпкинської селищної громади.
19 липня 2020 року, в результаті адміністративно - територіальної реформи та ліквідації Ріпкинського району, село увійшло до складу Чернігівського району Чернігівської області.

## Населення

### Мова
Розподіл населення за рідною мовою за даними перепису 2001 року:
| Мова       | Кількість | Відсоток |
| ---------- | --------- | -------- |
| українська | 220       | 96.92%   |
| російська  | 7         | 3.08%    |
| Усього     | 227       | 100%     |

## Господарка
Діє сімейне фермерське господарство «АНГУР». Вид діяльності: змішане сільське господарство.

## Люди
У селі народилися:
- Гурський Анатолій Іванович (1936—2018) — театральний актор.
- Мовчан Андрій Сергійович — герой Небесної сотні.